# 柱果猕猴桃
柱果猕猴桃（学名：Actinidia cylindrica）是猕猴桃科猕猴桃属的植物，是中国的特有植物。分布在中国大陆的广西等地，生长于海拔600米至800米的地区，多生长在林中。

## 变种
钝叶猕猴桃（学名：Actinidia cylindrica f. obtusifolia）为猕猴桃科猕猴桃属下的一个变型。分布于中国大陆的广西等地，生长于海拔450米的地区。

## 异名
- Actinidia cylindrica C. F. Liang var. obtusifolia C. F. Liang
- Actinidia cylindrica C. F. Liang var. reticulata C. F. Liang